# Tuchplombe

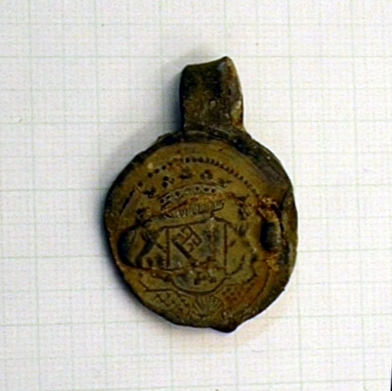
Tuchplombe eines Bremer Färbers, nach 1793, Focke-Museum Bremen.

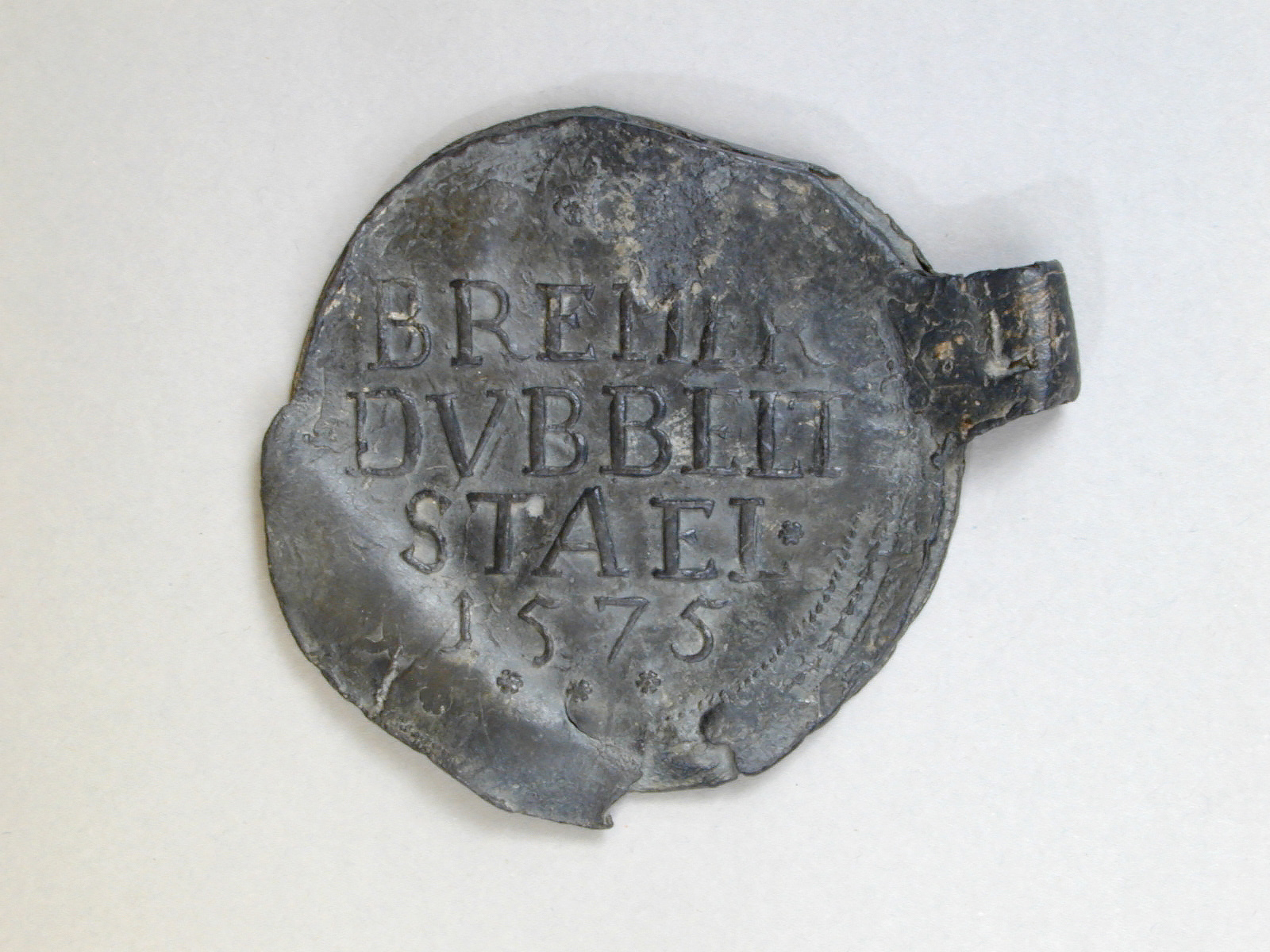
Ungewöhnlich große Tuchplombe (Dm. 73 mm), Bremen, nach 1575. Focke-Museum Bremen

Tuchplomben sind siegelartige, an Tuchen und anderen Textilgeweben vom Mittelalter bis ins 18. Jahrhundert zum Nachweis einer durchgeführten Qualitätsprüfung angebrachte Warenplomben aus Blei. Sie sind vielfach in archäologischem Fundmaterial vertreten und stellen eine wichtige Quelle für die Erforschung von Produktionsstätten, Handelsplätzen und Warenverkehrswegen dar.

## Geschichte
Seit dem 13. Jahrhundert sind in Zunftstatuten und obrigkeitlich geregelten Gewerbeordnungen Vorschriften über die Anbringung von Beschauzeichen enthalten. Es lag im Interesse der Kommunen und Zünfte, für einen gewissen Qualitätsstandard Sorge zu tragen. Eine Prüfung und Kennzeichnung war überall dort notwendig, wo sich zwischen Produzent und Verbraucher der Handel einschaltete. Die ältesten erhaltenen Tuchplomben sind niederländischen Ursprungs und stammen aus dem 13. und 14. Jahrhundert. Auch viele Funde aus dem Spätmittelalter deuten auf niederländische Textilzentren, wobei eine Verlagerung von den flämischen zu den holländischen Handelsplätzen zu beobachten ist.
Die Bedeutung der Tuchplomben wird daran deutlich, wie hoch die Strafen (bis hin zum Todesurteil) waren, die in Mittelalter und früher Neuzeit für Missbrauch und Fälschung von Stempeln vollzogen wurden. Den Umfang der Besiegelung verdeutlichen Zahlen aus dem westflandrischen Tuchhandelszentrum Ypern, wo im 14. Jahrhundert im Durchschnitt jährlich über 61.000 Tuchsiegel und mehr als 13 Stempelzangen verbraucht wurden.
Im 16. Jahrhundert nehmen auch deutsche Plomben zu, wobei zu beachten ist, dass die gelegentlich im Markenbild angegebenen Jahreszahlen sich eher auf das Datum einer zugrundeliegenden Verordnung als auf das der Prägung beziehen.
Der Boom im Tuchmachergewerbe, der in den Jahrzehnten um 1600 kulminierte, spiegelt sich auch in der Statistik der Tuchplombenfunde, die im 17. Jahrhundert einen quantitativen Höhepunkt erreichen.
Für das 18. Jahrhundert geht ihre Zahl rapide zurück.

## Form und Anbringung

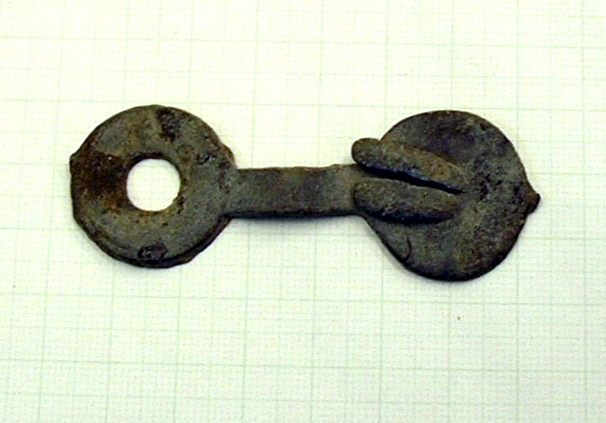
Rohling einer Tuchplombe. 19. Jahrhundert (?). Bodenfund aus Bremen. Focke-Museum Bremen.

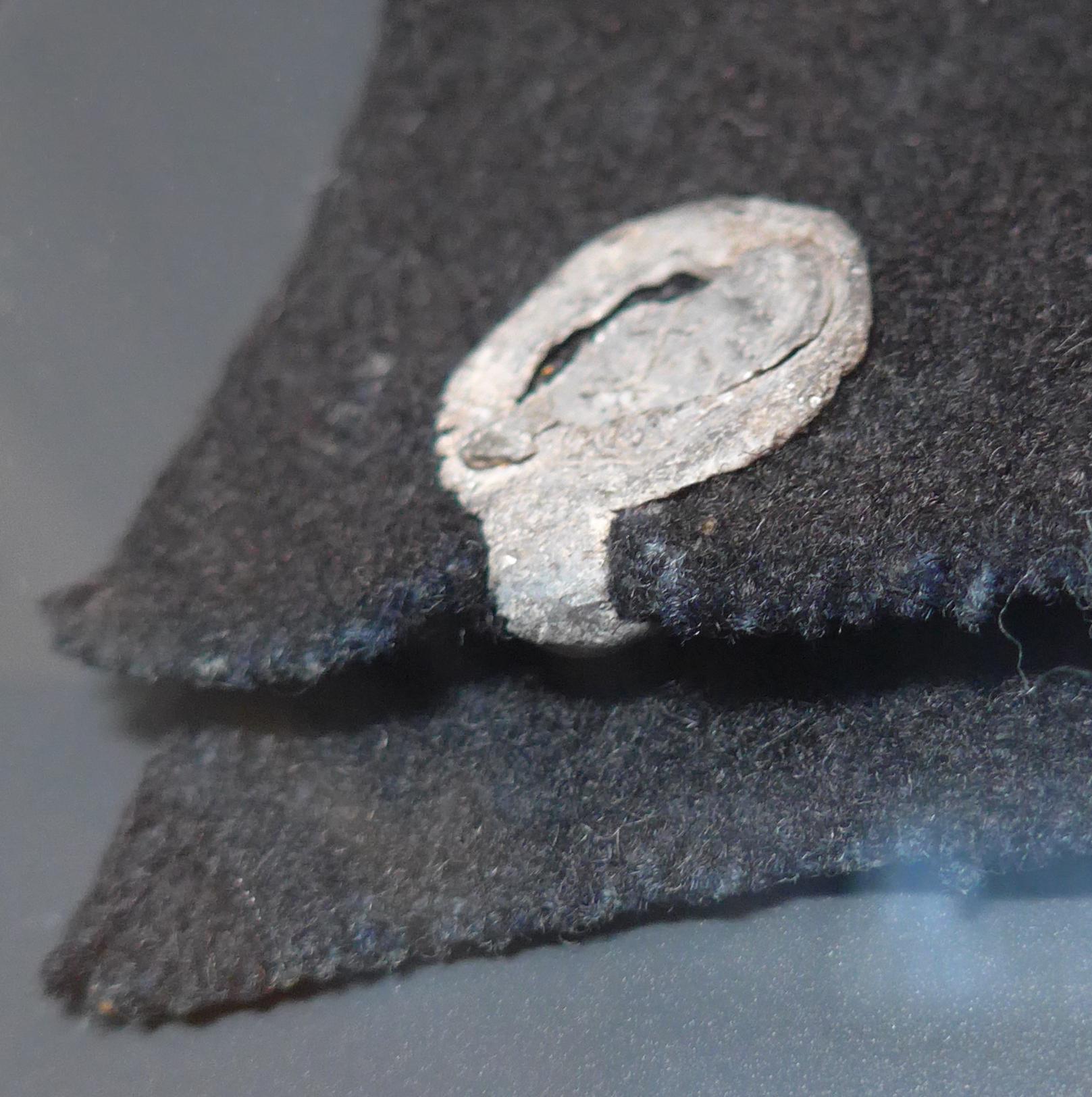
Am Wollstoff befestigte Tuchplombe. Vom Totenlaken des Bremer Fischeramts von 1666. Bremen, Focke-Museum.

Tuchplomben in Form sogenannter Scheibenstiftplomben sind eine Erfindung des Mittelalters. Der Rohling besteht aus zwei miteinander durch einen Steg verbundenen Scheiben, deren eine einen (manchmal doppelten) Stift aufweist, der, nachdem er durch den Tuchsaum gesteckt wurde, beim Zusammenklappen der Plombe in das Loch der Gegenscheibe passt. Nach dem Prägevorgang - durch Zange oder Schlagstempel - ist der Zusammenhalt dieser Scheiben mit dem dazwischen eingeklemmten Tuch nicht ohne Zerstörung zu lösen. Das Material der Tuchplomben ist durchweg das weiche und unempfindliche Blei.
Oft wurden Stoffballen mit mehr als einem Blei besiegelt, wenn neben den Wandschneidern auch die Tuchscherer (die gewebte Tuche an der Oberfläche glätteten) oder Färber geprüft hatten. Die meisten Plomben haben einen Durchmesser von 2 bis 3 cm, die größten Exemplare über 6 cm.
Den Vorgang der irreversiblen Befestigung durch Verplombung geschah durch einen geschmiedeten Prägestempel, daher lautet der mittelniederdeutsche Begriff dafür auch „stalen“ und war ein hoheitlicher Akt, dessen Missbrauch, etwa durch Fälschung mit hohen Strafen belegt war. Vermutlich ist der Name des Londoner Stalhofs von dieser hier vorgenommenen Markierung abgeleitet.

## Typen
Die eingeprägten Motive lassen Rückschlüsse auf die Funktion der jeweiligen Plombentypen zu:
- Stadtwappen und bestimmte Begriffe (z. B. stael) deuten auf eine Bedeutung der Plombe als Nachweis einer Qualitätskontrolle durch Autoritäten der örtlichen Zünfte. Prüfer waren Produzenten (Tuchmacher, Färber) oder Händler (Wandschneider). Geprüft werden konnten Abmessungen, Fadendichte, Güte und Intensität der Färbung.
- Hausmarken oder Initialen verweisen in der Regel (als Herkunftsnachweis) auf den Hersteller, seltener (als Eigentumsnachweis) auf den Händler. Die Herstellerkennung war wichtig, um den Urheber ermitteln zu können.
- Englische Wappen und Profilköpfe englischer Herrscher zeigen entsprechende Steuerplomben[3], die bis 1728 mit britischen Tuchen auch in Handelshäfen an der deutschen Nordseeküste kamen.
- Manufaktur- und Fabrikzeichen verwenden seit dem 18. Jahrhundert überwiegend Wortmarken.
- Zusätzliche Kennzeichnungen wie eingepunzte Zahlen oder bestimmte geritzte Strichcodes auf der Rückseite der Plomben markierten bestimmte Quantitäten, überwiegend Längenangaben.
- Auch Leinen wurde geprüft, doch geschah hier der Nachweis nicht durch Tuchplomben, sondern (vor allem im 18. Jahrhundert) durch einen mit hölzernen Druckstöcken (Leggestempeln) erzeugten Farbabdruck direkt auf der gewebten Ware.

## Verbreitung
Die Verwendung von bleiernen Tuchplomben war in ganz Europa verbreitet, doch sind die Fundkomplexe rund um die Nordsee am besten erforscht. Die meisten Funde von Tuchplomben wurden naturgemäß in Handelsstädten gemacht. Doch es gibt auch Einzelfälle auf dem Lande und in Kleinstädten, die eine jeweilige Verarbeitung von Ballenware bei Schneidern und anderen Endverbrauchern belegen. Unbesiegelte Tuche durften normalerweise in großen Städten (mit mächtigen Zünften) nicht gehandelt werden.